# 21104 Sveshnikov
A 21104 Sveshnikov (ideiglenes jelöléssel 1992 PY) egy marsközeli kisbolygó. Eric Walter Elst fedezte fel 1992. augusztus 8-án.